# Панівна раса
«Панівна раса» (фр. La race des seigneurs) — французький фільм-драма 1974 року, поставлений режисером П'єром Граньє-Дефером за романом Фелісьєна Марсо «Крізі», за який письменник отримав вищу літературну нагороду Франції — Гонкурівську премію 1969 року.

## Сюжет
Жульєн Дандьє (Ален Делон), молодий лідер Республіканської Об'єднаної партії, прагне в короткі терміни реалізувати свої кар'єрні амбіції і отримати пост міністра закордонних справ у новому уряді. Але в самий непідходящий момент у нього виникають труднощі в особистому житті — зникає його коханка, відома модель Крізі. Жульєну доводиться вирішувати дві задачі відразу: домагатися поста міністра і розшукувати таємничо зниклу дівчину.

## У ролях
| Ален Делон         | ···· | Жульєн Дандьє |
| Сідні Ром          | ···· | Крізі         |
| Жанна Моро         | ···· | Рене Віберт   |
| Клод Ріш           | ···· | Домінік       |
| Жан-Марк Борі      | ···· | Саварен       |
| Жан-П'єр Кастальді | ···· | Коллар        |
| Жак Морі           | ···· |               |
| Монік Мелінан      | ···· | Сімона        |
| Мадлен Озере       | ···· | мадам Дандьє  |
| Луї Сеньє          | ···· | Жарсен        |